# 2e Brigade blindée canadienne
Pour les articles homonymes, voir 2e brigade.
La 2e Brigade blindée canadienne (2nd Canadian Armoured Brigade en anglais) est une unité canadienne qui participa à la Seconde Guerre mondiale.

## Histoire
Peu après la création de la 3e Brigade blindée canadienne, la 2e brigade de chars canadienne fut redésignée et réorganisée comme étant la 2e Brigade blindée. Toutefois, même si redésignée comme étant une brigade blindée, aucun bataillon motorisé ne servait sous son commandement. La brigade fut donc assignée à la 2e Armée britannique en janvier 1944 dans le but de s'entraîner en vue de l'assaut amphibie en Normandie.
Cette formation a rarement combattu comme une entité. Son rôle premier était le support d'infanterie et ses régiments étaient donc habituellement assigné à des unités d'infanterie pour participer à des opérations particulières. Une des rares occasions où la brigade entreprit sa propre opération, La Bataille du Mesnil-Patry, le 11 juin 1944, se solda seulement par une victoire partielle et causa de sévères pertes du côté des Canadiens.
Après le débarquement en Normandie, la brigade combattit à la bataille de Caen et participa à certaines opérations aux Pays-Bas et en Allemagne en supportant les opérations de la 1re Armée canadienne et de la Deuxième Armée Britannique.

## Formation
La deuxième brigade blindée était formée des régiments suivants :
- Sixième Régiment Blindé (1st Hussars)
- Dixième Régiment Blindé (Fort Garry Horse)
- Vingt-Septième Régiment Blindé (Sherbrooke Hussars)

Formée comme étant la 2e Brigade de chars canadienne le 26 janvier 1942, cette formation consistait des Voltigeurs de Québec (remplacés en juin 1942 par les 16e et 22e Régiments Montés de Saskatchewan), des Fusiliers d'Halifax, et des Forestiers Grey et Simcoe. Équipée de Chars Rams, à l'automne 1942 la brigade s'entraîna au nouveau Meaford AFV Range dans la Baie Géorgienne où les Fusiliers d'Halifax eurent l'honneur de conduire le premier exercice de terrain.

## Déploiements Européens

### Royaume-Uni
En juin 1943, la brigade fut envoyée au Royaume-Uni. Le mois suivant, une inspection intensive des unités de cette brigade et de la brigade des chars de la 3e Armée canadienne fut effectuée par le lieutenant-général Harry Crerar, le commandant du 1er Corps canadien. Le but de l'inspection était de déterminer laquelle des 2 brigades demeurerait sur l'ordre de bataille car il n'y avait assez de place que pour une formation. La brigade choisie fut la troisième, constituée des 1st Hussars du régiment monté de Fort Garry et des Hussars de Sherbrooke.
La 3e Brigade de chars canadienne fut promue le 1er janvier 1943 à la suite d'une réorganisation du Corps Blindé Canadien en Bretagne. Il adopta le nom de 2e Brigade blindée canadienne après avoir été sélectionnée par le lieutenant-général Crerar dans le but de demeurer sur l'ordre de bataille. En août 1943, la brigade fut sélectionnée pour faire partie de la force d'invasion du Jour J, en support des unités de la 3e Division d'infanterie canadienne.

### Jour-J
Les 3 régiments de la brigade arrivèrent en Normandie le Jour-J. Contrairement à ses pairs de la 4e Brigade blindée canadienne, qui travaillaient habituellement avec la 10e Brigade d'infanterie canadienne de leur division, la 2e fut affectée à n'importe-quelle unité d'infanterie en besoin de support.
Le rôle premier de cette brigade était le support d'unités d'infanterie participant à des opérations spéciales. La 2 CAB se battit en Europe du Nord-Ouest plus longtemps que n'importe-quelle autre formation blindée, du Jour-J au VE Day (en), souffrant de 435 pertes fatales au total.